# Da ciao ad addio
Da ciao ad addio (in inglese Hello, Goodbye and Everything in Between) è un film del 2022 diretto da Michael Lewen e tratto dall'omonimo romanzo di Jennifer E. Smith.

## Trama
Clare e Aidan decidono e promettono di lasciarsi prima del college senza rimorsi. Ma quando si prospetta un allettante appuntamento di addio questo potrebbe offrire a loro un'altra possibilità nella loro storia.

## Distribuzione
Il film è stato distribuito sulla piattaforma Netflix dal 6 luglio 2022.